# Auradou
Auradou – miejscowość i gmina we Francji, w regionie Nowa Akwitania, w departamencie Lot i Garonna.
Według danych na rok 1990 gminę zamieszkiwało 311 osób, a gęstość zaludnienia wynosiła 28 osób/km² (wśród 2290 gmin Akwitanii Auradou plasuje się na 869. miejscu pod względem liczby ludności, natomiast pod względem powierzchni na miejscu 992).